# Vsevolod Ivanov

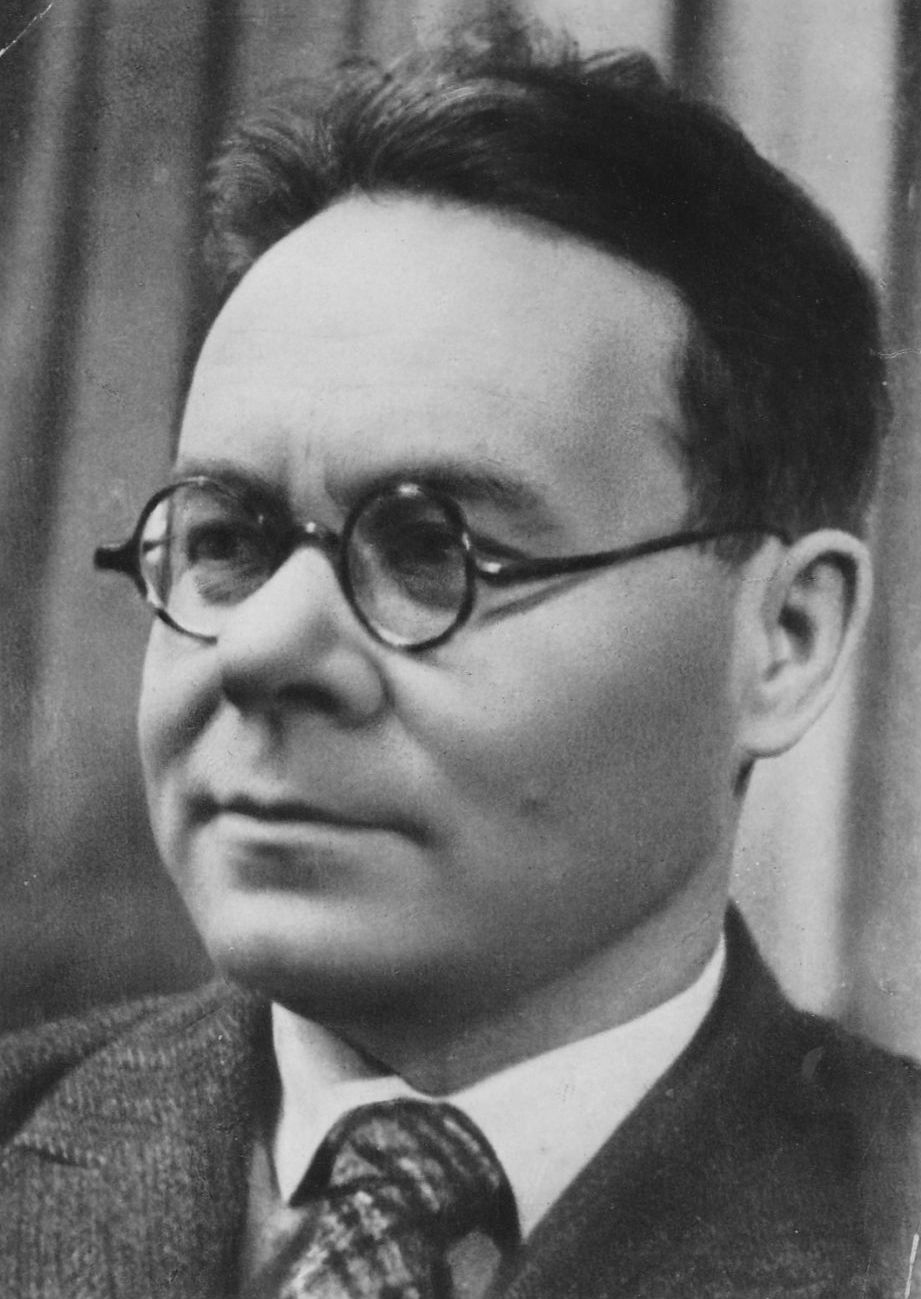
Vsevolod V. Ivanov

Vsevolod Vjatjeslavovitj Ivanov (ryska: Все́волод Вячесла́вович Ива́нов), född 12 februari/24 februari 1895 i Lebjasje, död 15 augusti 1963 i Moskva, var en sovjetisk författare som hyllades för sina äventyrsböcker som utspelade sig i den asiatiska delen av Ryssland under ryska inbördeskriget.
I sin ungdom vandrade han omkringi Sibirien och livnärde sig på de arbeten som han kunde få. Efter att ha givit ut sina första berättelser inbjöds han till Petrograd av Maksim Gorkij 1921 där han blev medlem i författargruppen Serapionsbröderna.
Hans bok om bokstaven G, Der Buchstabe "G", brändes av nationalsocialister under de landsomfattande bokbålen i Nazityskland 1933.